# Alpen-Mauerpfeffer
Die Pflanzenart Alpen-Mauerpfeffer (Sedum alpestre), auch Alpen-Fetthenne genannt, ist eine Pflanzenart aus der Gattung der Fetthennen (Sedum) innerhalb der Familie der Dickblattgewächse (Crassulaceae).

## Beschreibung

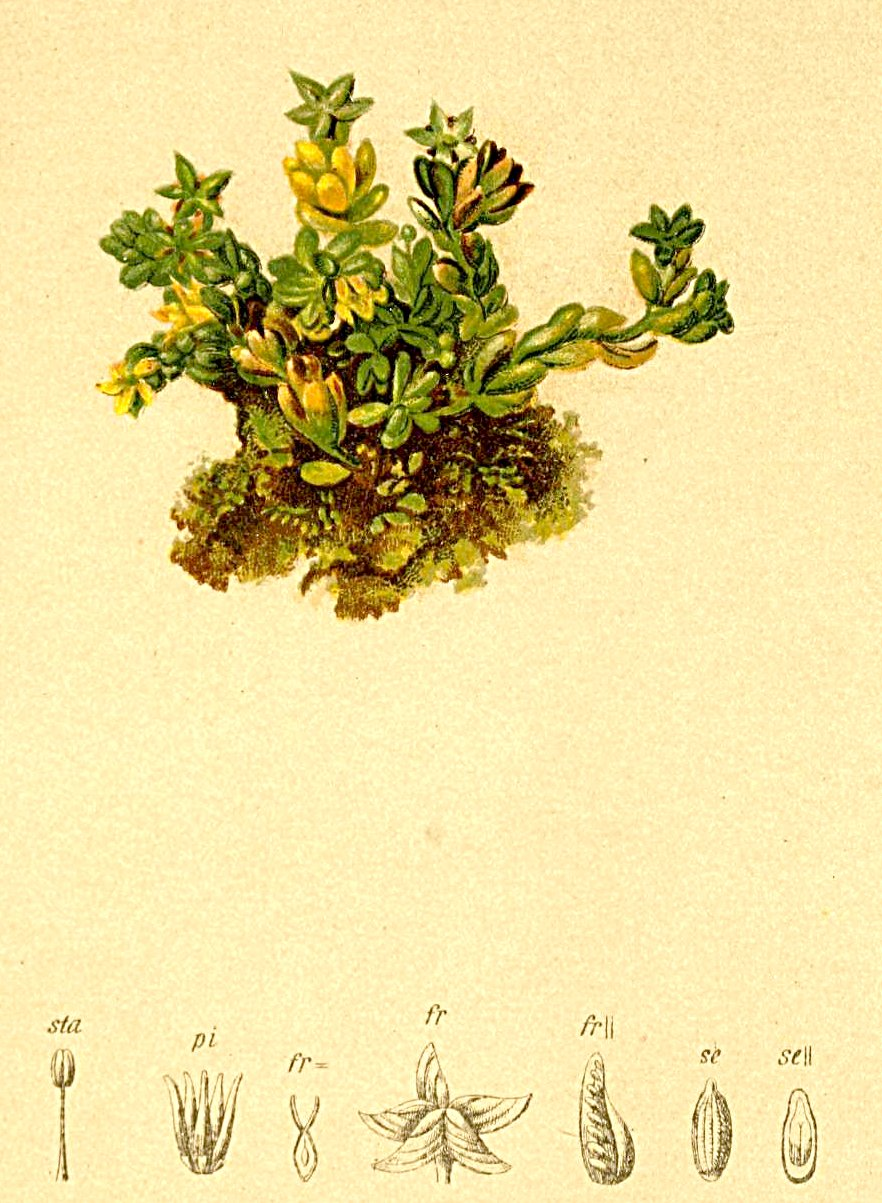
Illustration aus Atlas der Alpenflora

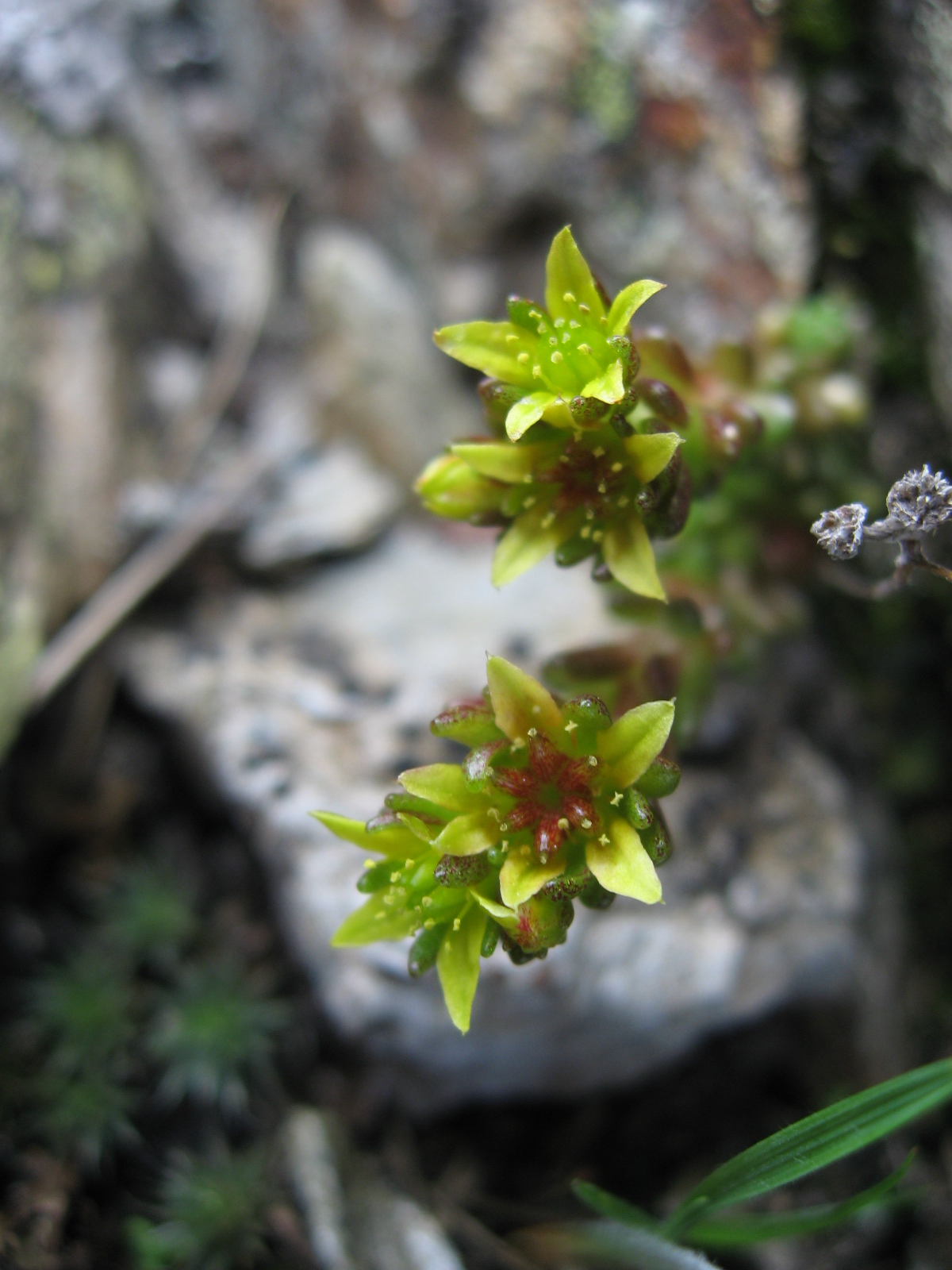
Radiärsymmetrische Blüten

### Vegetative Merkmale
Der Alpen-Mauerpfeffer ist eine kahle, sukkulente, ausdauernde Pflanze, die nur Wuchshöhen von 2 bis 8 Zentimetern erreicht. Er wächst in lockeren Rasen mit dicht beblätterten und bogig aufsteigendem Stängeln.
Die fleischigen, sukkulenten Laubblätter sind bei einer Länge von 3 bis 6 Millimetern und einem Durchmesser von etwa 2 Millimetern keulig-zylindrisch, im vorderen Drittel keulig verdickt, sie sind oft rötlich überlaufen, ungespornt und wechselständig am Stängel sitzend.

### Generative Merkmale
Die Blütezeit reicht von Juni bis August. Wenige kurz gestielte Blüten befinden sich dicht gedrängt im Blütenstand.
Die zwittrige Blüte ist bei einem Durchmesser von 5 bis 8 Millimetern radiärsymmetrisch und fünfzählig mit doppelter Blütenhülle. Die Kronblätter sind doppelt so lang wie die Kelchblätter. Die gelben Kronblätter sind eiförmig mit stumpfem oberen Ende. Die zehn gelben Staubblätter sind etwa 2,5 Millimeter lang.
Die sternförmig ausgebreitet angeordneten Balgfrüchte sind 3 bis 3,5 Millimeter lang und. Die Samen sind 0,5 Millimeter lang und glatt.
Der Alpen-Mauerpfeffer ist diploid und die Chromosomenzahl beträgt 2n = 16.

## Vorkommen
Der Alpen-Mauerpfeffer kommt in den Zentralalpen und den Gebirgen Mittel- und Südeuropas vor.
Standorte sind saure Böden auf Moränen, Schutt und Schneetälchen sowie Weiden. Sie gedeiht in Pflanzengesellschaften der Verbände Androsacion alpinae oder Salicion herbaceae. Der Alpen-Mauerpfeffer wächst in subalpinen bis alpinen Höhenstufen in Höhenlagen von etwa 1000 bis 3500 Metern. Die Höhe von 3500 Metern erreicht die Art im Kanton Wallis am Monte Rosa. In den Allgäuer Alpen steigt sie am Rauheck in Bayern bis in eine Höhenlage von 2380 Meter auf.
Die ökologischen Zeigerwerte nach Landolt et al. 2010 sind in der Schweiz: Feuchtezahl F = 2w+ (mäßig trocken aber stark wechselnd), Lichtzahl L = 5 (sehr hell), Reaktionszahl R = 3 (schwach sauer bis neutral), Temperaturzahl T = 1+ (unter-alpin, supra-subalpin und ober-subalpin), Nährstoffzahl N = 2 (nährstoffarm), Kontinentalitätszahl K = 3 (subozeanisch bis subkontinental).

## Taxonomie
Die Erstveröffentlichung von Sedum alpestre erfolgte 1779 durch Dominique Villars in Prosp. Hist. Pl. Dauphiné, S. 49.

## Belege
1. 1 2  
Sedum alpestre Vill. In: Info Flora, dem nationalen Daten- und Informationszentrum der Schweizer Flora. Abgerufen am 3. April 2021.
2. ↑  
Sedum alpestre Vill., Alpen-Fetthenne. auf FloraWeb.de
3. 1 2 3 4 5  
Gustav Hegi, Herbert Huber: Familie Saxifragaceae. S. 94–95. In: Gustav Hegi: Illustrierte Flora von Mitteleuropa. 2. Auflage, Band IV, Teil 2, Verlag Carl Hanser, München 1961.
4. ↑  
Erich Oberdorfer: Pflanzensoziologische Exkursionsflora für Deutschland und angrenzende Gebiete. Unter Mitarbeit von Angelika Schwabe und Theo Müller. 8., stark überarbeitete und ergänzte Auflage. Eugen Ulmer, Stuttgart (Hohenheim) 2001, ISBN 3-8001-3131-5, S. 483.
5. ↑  
Erhard Dörr, Wolfgang Lippert: Flora des Allgäus und seiner Umgebung. Band 1, IHW, Eching 2001, ISBN 3-930167-50-6, S. 643.
6. ↑  
Sedum alpestre bei Tropicos.org. Missouri Botanical Garden, St. Louis, abgerufen am 21. Februar 2023.